# Bertula inconspicua
Bertula inconspicua là một loài bướm đêm trong họ Erebidae.